# Epidemia (libro)
Epidemia es un thriller de suspenso médico  escrito por Robin Cook y publicado en 1987, trata de un estallido del mortífero virus del Ébola, en los Estados Unidos 
A pesar de su nombre y muy similar, el libro no es conectado a la  película Outbrea (epidemia) de 1995. El libro estuvo hecho a una película televisiva en 1995 y liberado bajo Robin Cook's Virus de título, rebautizada más tarde por Fórmula de Muerte, protagonizando Nicollette Sheridan y William Devane.

## Sinopsis
Cuándo el director de una clínica de Los Ángeles, junto con siete de sus pacientes, mueren por virus desconocido, la comunidad médica se alerta. A menos que el virus no sea aislado y controlado, la epidemia puede transformarse una nueva Peste Negra. Asignado por el Centro de Control de Enfermedades de Atlanta, la Dr. Marissa Blumenthal trabaja arduamente en la investigación del mal, pero pronto descubre una realidad mucho más siniestra que la del propio virus.